# Elisabeth Pfluger
Elisabeth Pfluger (* 21. Oktober 1919 in Härkingen; † 2. Mai 2018 in Solothurn) war eine Schweizer Lehrerin, Sagensammlerin und Verfasserin zahlreicher volkskundlicher Schriften.

## Leben und Schaffen
Elisabeth Pfluger wurde als Tochter einer Wirtefamilie in Härkingen im solothurnischen Gäu geboren. Sie sammelte seit ihrer Schulzeit, besonders seit der Zeit am Lehrerseminar Solothurn, Zeugnisse der solothurnischen Volkskultur wie Sagen, Anekdoten und Sprüche, und hat diese in zahlreichen Aufsätzen und Büchern veröffentlicht. Sie gab von 1983 bis 2006 den volks- und landeskundlichen Solothurner Kalender heraus. Bis 1981 wirkte sie als Lehrerin, zuerst in Neuendorf und ab 1949 in der Stadt Solothurn. Sie war die Schwester des Bezirkslehrers und Heimatforschers Jules Pfluger.
1972 erschien ein erster Sagenband, Solothurner Sagen, herausgegeben vom Regierungsrat des Kantons Solothurn. Der damalige solothurnische Landammann Franz Josef Jeger schrieb, dass es der Autorin damit gelungen sei, «das reiche Sagengut des Solothurner Volkes vor dem Abgleiten in die Vergessenheit zu bewahren».
1984 folgten die Solothurner Geschichten und 1986 Solothurner Geistersagen, beide im Aare Verlag, sowie 2004 in der Schriftenreihe der Zentralbibliothek Solothurn Settigi Sache gids, ein weiterer Band mit Geister- und anderen unheimlichen Sagen. Neben diesen Marksteinen in Elisabeth Pflugers sagensammlerischer Tätigkeit stehen verschiedene weitere Veröffentlichungen mit Geschichten, Anekdoten und Spruchweisheiten im Solothurner Dialekt.
Elisabeth Pfluger sammelte auch Kinderspiele und -verse sowie alte solothurnische Lieder und Tänze. Einige Tänze aus Laupersdorf wurden im Rahmen von Sendungen des Schweizer Radio DRS vorgestellt.
Ihr Nachlass mit umfangreichen Sammlungen zu den verschiedensten Themen ist von den Erben 2018 der Zentralbibliothek Solothurn übergeben worden. Das Nachlassverzeichnis ist seit 2020 online zugänglich.

## Werke (Auswahl)
- Solothurnisches Gäu (1963), zusammen mit Jules Pfluger
- Solothurner Sagen (1972)
- Vom Läbe und vom Wätter (1981)
- Aehnen am Bach heds au Lüüt (1983), ISBN 3-7260-0232-4
- Solothurner Geschichten (1984), ISBN 3-7260-0247-2
- Solothurner Geistersagen (1986), ISBN 3-7260-0284-7
- Vill Haag und weeni Garte (1990), ISBN 3-7260-0357-6
- Flueblüemli und Aarechisle (1991), ISBN 3-9070-1212-7
- Settigi Sache gids (2004), ISBN 3-033-00291-9
- Gschicht und Gschichte (2011), ISBN 978-3-905470-54-3
- Lache steckt aa (2013), ISBN 978-3-905470-58-1
- Olten isch zmitts (2016), ISBN 978-3-9524724-0-8
- s Gäu, mis Gäu (2017), ISBN 978-3-9524724-1-5
- Wild und Jagd (2017), ISBN 978-3-9524724-5-3

## Preise
- 1981 Kulturpreis des Kantons Solothurn
- 2001 Preis der Pro Wartenfels
- 2017 Anerkennungspreis des Regierungsrates des Kantons Solothurn